# Heteroperipatus engelhardi
Heteroperipatus engelhardi är en klomaskart som beskrevs av Adolf Michael Zilch 1954. Heteroperipatus engelhardi ingår i släktet Heteroperipatus och familjen Peripatidae. Inga underarter finns listade i Catalogue of Life.